# Babiná (přírodní památka)
Babiná je přírodní památka v katastrálním území obce Bohunice v okrese Ilava v Trenčínském kraji na Slovensku. Území bylo vyhlášeno v roce 2002 a jeho rozloha je 23,67 hektaru. Předmětem ochrany je nejsevernější enkláva teplomilných společenstev v Bílých Karpatech, která se výrazně odlišují od jiných lokalit bradlového pásma.